# Mikołaj Stadnicki (podkomorzy)
Mikołaj Stadnicki herbu Szreniawa bez Krzyża (zm. 1450) – rycerz pasowany, najwyższy łożniczy królewski od 1438.
Jego ojcem był Zbigniew Stadnicki ze Stadnik, protoplasta rodziny Stadnickich. Ożenił się z Katarzyną. Miał z nią dwoje dzieci – syn Mikołaja, późniejszego kasztelana przemyskiego, wojewodę bełskiego i Katarzyna – małżonkę Jana Trzecieskiego.
W 1462 r.żona, Katarzyna Stadnicka, wyszła ponownie za mąż za Pawła Gołuchowskiego i zapisała 1000 grzywien otrzymanych od męża na swojej ojcowiźnie Łysogóry, Stary Żmigród, Leszczyny dzieciom zmarłego łożniczego – Mikołajowi i Katarzynie.
Wnukiem Mikołaja był  Andrzej Stadnicki h. Drużyna, podkomorzy przemyski, potem kasztelan sanocki i Stanisław Stadnicki (zm. 1542), dworzanin królewski, podkomorzy przemyski, kasztelan sanocki, potem zawichojski  

## Źródła;
Polski Słownik Biograficzny (t. 41 s. 412)